# Alcindo Sartori
Alcindo Sartori, detto Alcindo (Medianeira, 21 ottobre 1967), è un ex calciatore brasiliano, di ruolo attaccante.

## Caratteristiche tecniche
Giocava come attaccante, ricoprendo il ruolo di centravanti. Il suo maggior pregio era la rapidità.

## Carriera

### Club
Cresciuto nel settore giovanile del Flamengo, debuttò in prima squadra il 2 settembre 1986 al Maracanã contro il Paysandu, entrando al posto di Bebeto. Il primo gol arrivò il 19 novembre, all'Estádio do Arruda contro il Santa Cruz. Nel Flamengo, però, non si impose mai come titolare fisso, dovendo rivaleggiare per il posto con giocatori già affermati quali Zico o Zinho. Così, nel 1990, fu inviato in prestito al San Paolo, dove giocò quattordici partite di campionato. Tornato dal periodo al Tricolor Paulista, disputò la stagione 1991 con la casacca del Flamengo. Terminata quest'ultima annata, Alcindo decise di espatriare, accettando di firmare per i Kashima Antlers, squadra giapponese che partecipava alla prima edizione della J. League, torneo formatosi in seguito allo scioglimento della Japan Soccer League, categoria non professionistica. Al suo primo anno in Asia, segnò ventidue reti, posizionandosi al secondo posto nella classifica marcatori della J. League 1993 dietro a Ramón Díaz; riuscì anche a marcare un gol nella finale contro i Verdy Kawasaki. La stagione successiva Alcindo andò a segno per ventotto volte, e due reti lo separarono dal titolo di miglior marcatore, andato al tedesco Frank Ordenewitz. Nel 1995 Alcindo si trasferì al Verdy, e raggiunse nuovamente la finale: ancora una volta, la sua squadra fu sconfitta, nella fattispecie dagli Yokohama Marinos. Nel 1996 fu richiamato in Brasile dal tecnico del Corinthians Valdir Espinosa, che desiderava integrarlo in rosa. La seconda parentesi brasiliana per Alcindo non fu particolarmente brillante: dopo aver disputato la Série A 1996 con la maglia del Timão, fece ritorno in Giappone, ove disputò la J. League 1997, ancora con il Verdy. Alla terza esperienza in patria, giocò due partite nel 1997 con il Fluminense, che furono le ultime in massima serie, e si ritirò con il CFZ di Rio, squadra fondata da Zico.

### Nazionale
Convocato da Gílson Nunes per il campionato del mondo Under-20 1987, giocò da titolare le quattro gare disputate dalla selezione brasiliana di categoria, andando a segno contro Nigeria under 20 e Jugoslavia under 20.

## Palmarès

### Club

#### Competizioni nazionali
- Campionato Carioca: 1

Flamengo: 1986
- Taça Guanabara: 2

Flamengo: 1988, 1989
- Coppa del Brasile: 1

Flamengo: 1990